# Squadra antigangsters
Squadra antigangsters è un film italiano del 1979, diretto da Bruno Corbucci, ed è il quinto capitolo della serie di Nico Giraldi nonché l'unico a essere stato girato interamente negli Stati Uniti.

## Trama
Il maresciallo Nico Giraldi parte alla volta di New York per andare a trovare l'amico Salvatore Esposito che a non se la passa tanto bene. Infatti, non solo ha aperto un ristorante nel quartiere di Little Italy senza la necessaria licenza, ma si è anche indebitato con una banda di spietati usurai. Salvatore chiede aiuto a Nico a trovare i soldi per pagare i debiti, quindi va a chiederli a Maria Sole Giarra, figlia di Don Girolamo nel frattempo morto. Maria Sole è promessa sposa a Don Vito Sartieri, un boss mafioso che vuole truffare i capitali delle famiglie mafiose di New York, che vengono consegnati a un altro boss, Don Gitto Cardone, per essere riciclati. Nico viene condotto da Maria Sole nel suo appartamento perché lei vuole sedurlo, e Nico, appena saputo che Maria Sole non può aiutarlo perché i beni di famiglia sono bloccati fino al suo matrimonio, deve nascondersi per l'arrivo di Don Vito, che confida all'avvocato di famiglia il suo piano di uccidere Don Gitto.
Nico, dopo essere sfuggito a Maria Sole, convince Salvatore a fingersi i due sicari e intascare la ricompensa di centomila dollari. Arrivati al negozio cinese, ricevono un biglietto, dove c'è scritto che devono incontrare un intermediario a Miami che darà loro i cinquantamila dollari di anticipo. Intanto Don Vito viene a sapere che i veri sicari erano stati preceduti, e telefona a Miami per ordinare al suo uomo di uccidere chiunque verrà a reclamare il resto della somma. Nico viene scoperto e riesce a scappare, ma adesso lui e Salvatore sono ricercati dagli uomini di Don Vito. Nico rifà visita all'uomo, ma quello che Salvatore non sa è che l'amico maresciallo è un agente dell'Interpol mandato dall'Italia e così l'inseguimento lungo le paludi delle Everglades si conclude con la collaborazione di Fiona e con la cattura dei due boss mafiosi. Come premio i protagonisti vengono assolti da ogni incriminazione e presi in forza alla polizia di New York.

## Colonna sonora
La colonna sonora del film fu realizzata dai Goblin, il gruppo di Claudio Simonetti.

## Distribuzione
Distribuito nei cinema italiani il 1º marzo 1979, il film ha incassato complessivamente 569.000.000 di lire dell'epoca.